# 茂住修身
茂住 修身（もずみ おさみ、1956年〈昭和31年〉 - ）は、日本の書家・内閣府職員。号は菁邨（せいそん）。

## 生い立ち
岐阜県吉城郡古川町（現・飛騨市古川町）にて生まれ育つ。1974年（昭和49年）、岐阜県立斐太高等学校卒業。1980年（昭和55年）、大東文化大学経済学部経済学科卒業。
大学時代は書道学科ではなく経済学部に在籍し、書道部に入部して部長を務めた。元々書道を志して入学したわけではなく「たまたま入部して書道という好きなものを見つけてしまった」と述べている。

## 官界
1980年（昭和55年）4月、総理府（現、内閣府）に入府、2005年（平成17年）内閣府大臣官房人事課辞令専門官となる。これまでに国民栄誉賞の賞状や内閣総理大臣表彰の揮毫（手書きの筆文字の指導）のほか辞令などを担当し、2016年（平成28年）3月に定年退職。同職として再任用されている。
民主党政権時代には復興庁や国家戦略室の看板、自民党政権では一億総活躍推進室の看板の文字を担当した。また、飛騨市美術館・飛騨の山樵館の看板や、JR飛騨古川駅前の看板の揮毫も担当している。
2019年5月1日の、「令和」への改元に伴う、2019年（平成31年）4月1日の新元号発表に際しては、首相官邸で当時の内閣官房長官菅義偉が挙げた「令和」の揮毫も担当した。1989年（昭和64年）に発表された昭和に代わる元号「平成」の文字を揮毫した河東純一は同じ大東文化大学の先輩にあたり、内閣府の上司でもあった。茂住、河東両者とも書家の青山杉雨を師と仰いだ。
2021年3月、退官。退官に際して3月30日には「令和」を発表した内閣総理大臣菅義偉と面会した。

## 作品

揮毫
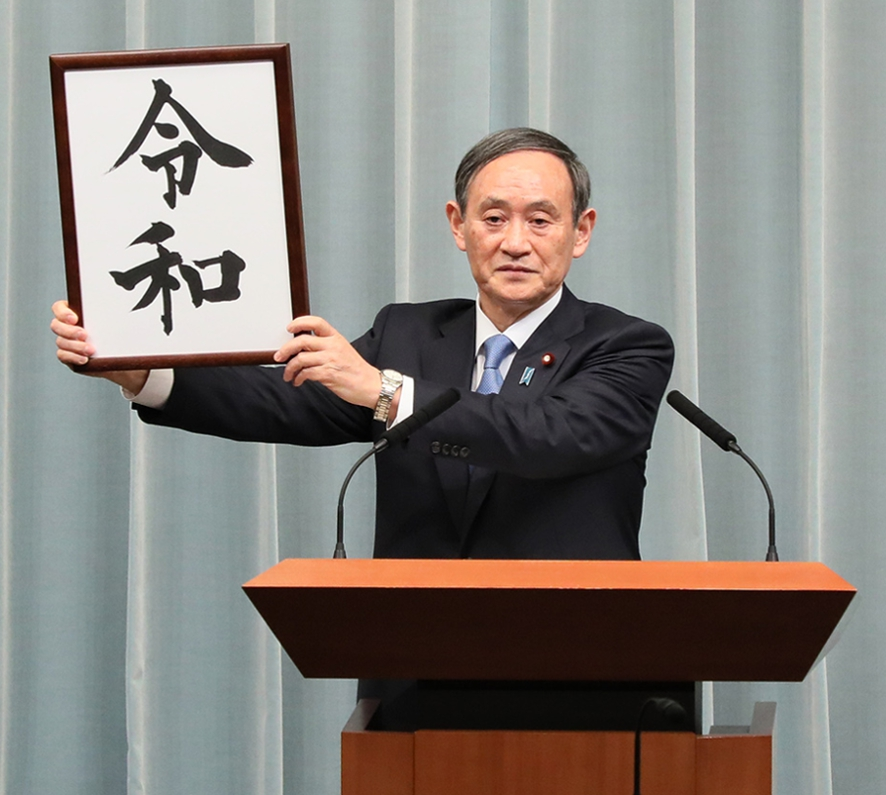
「令和」を発表する当時の内閣官房長官菅義偉
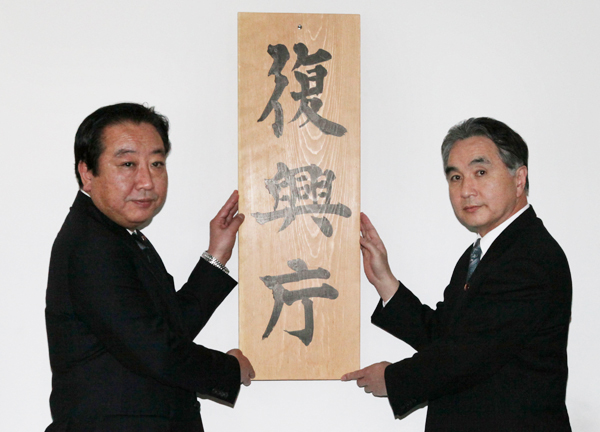
復興庁の看板掛けを行う内閣総理大臣野田佳彦（左）と復興大臣平野達男（右）
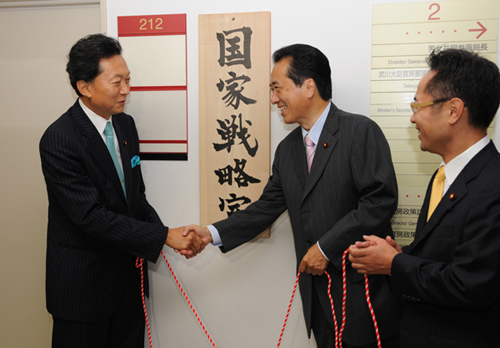
国家戦略室の看板掛けを行う内閣総理大臣鳩山由紀夫（左）、副総理菅直人（右）ら
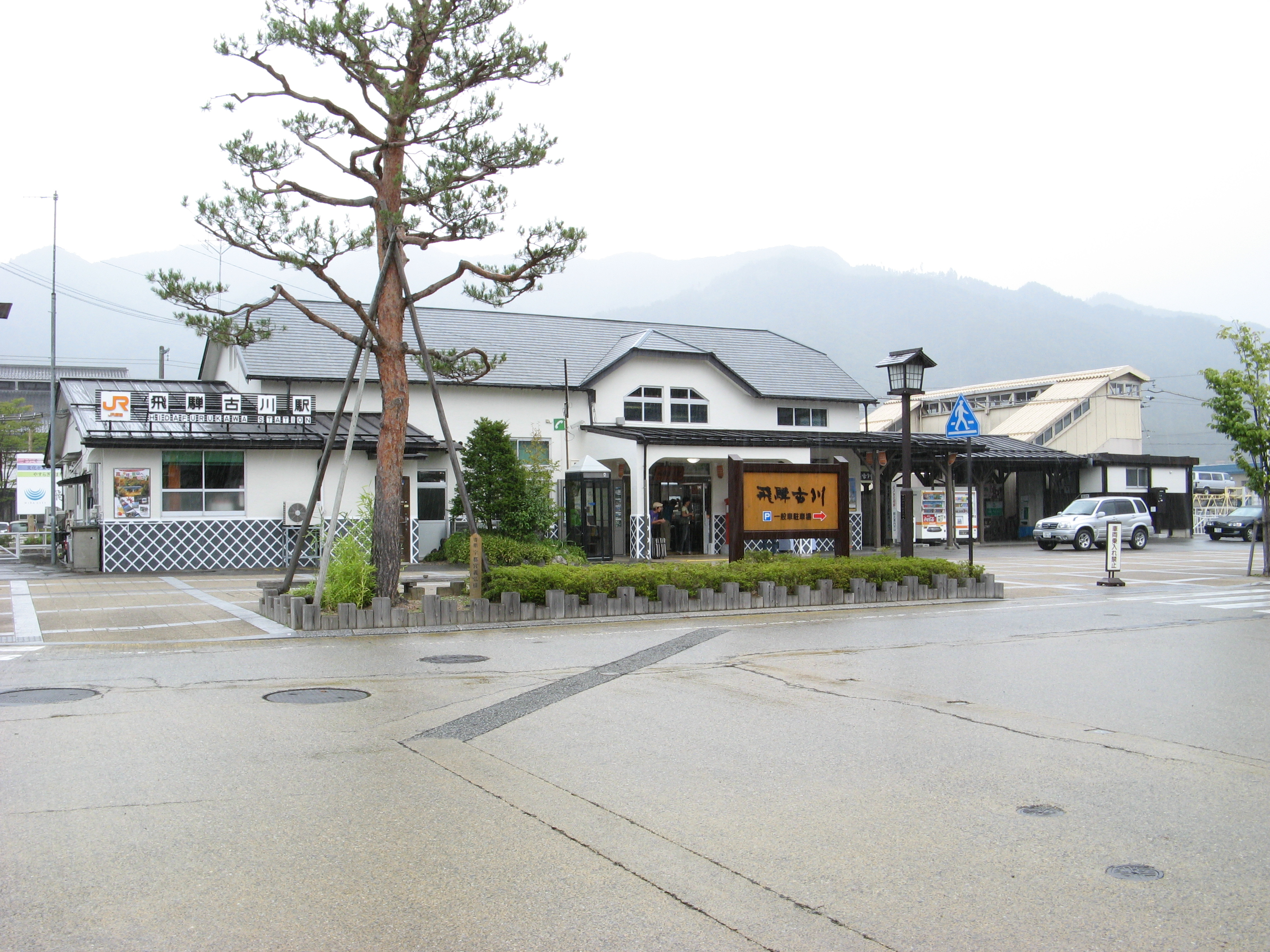
飛騨古川駅前の看板「飛騨古川」